# Miguel Pardeza
Miguel Pardeza Pichardo (La Palma del Condado, 1965. február 8. –) spanyol válogatott labdarúgó.

## Pályafutása

### Klubcsapatban
La Palma del Condadóban született, Huelva tartományban. Pályafutását 1982-ben a Real Madrid Castilla utánpótlásában kezdte. 1984-ben mutatkozott be a Real Madrid színeiben, melynek tagjaként 1987-ben megnyerte a spanyol bajnokságot. Az 1985–86-os szezonban kölcsönben a Real Zaragozánál szerepelt, majd azt követően 1987-től 1997-ig a klub játékosa volt. A spanyol kupát kétszer, a KEK-serlegét pedig egyszer sikerült megnyernie a Real Zaragoza játékosaként. 1997-ben Mexikóba igazolt a Club Puebla csapatához, ahol 1999-ig játszott. 

### A válogatottban
1989 és 1990 között 5 alkalommal szerepelt a spanyol válogatottban és 1 gólt szerzett. Egy Magyarország elleni vb-selejtező alkalmával mutatkozott be 1989. október 11-én, amely 2–2-es döntetlennel zárult. Részt vett az 1990-es világbajnokságon, ahol a Belgium elleni csoportmérkőzésen csereként lépett pályára. Uruguay és Dél-Korea ellen nem kapott lehetőséget.

## Sikerei, díjai
Real Madrid
- Spanyol bajnok (1): 1986–87

Real Zaragoza
- Spanyol kupa (1): 1985–86, 1993–94
- KEK-győztes (1): 1994–95

## Külső hivatkozások
- Miguel Pardeza adatlapja a National-Football-Teams.com oldalon (angolul)

- Miguel Pardeza (angol nyelven). eu-football.info
- Miguel Pardeza (angol, katalán, spanyol nyelven). BDFutbol.com
- Miguel Pardeza (német nyelven). kicker.de
- Miguel Pardeza adatlapja a worldfootball.net oldalon (angolul)